# 刑部省 (明治時代)
刑部省（ぎょうぶしょう）は、明治時代初期の太政官制を定めた職員令で設置された二官六省のうち、刑事司法を所管した省。

## 概要
1868年（明治元年）6月11日（閏4月21日）に制定された政体書では、太政官の権力を分掌する七官（議政官、行政官、神祇官、会計官、軍務官、外国官、刑法官）が置かれた。そのうち刑法官は司法（刑事裁判事務）を担当し、その長官である知官事の職掌は「総判執法守律監察糺弾捕亡断獄」と定められた。
1869年（明治2年）7月8日に制定された職員令により七官制が廃止され、新たに二官六省制が導入された。そのうち刑部省は、長官である刑部卿の職掌として「鞠獄定刑名決疑獄」が定められ、刑法官が担っていた刑事裁判事務や法典編纂事業を引き継いだ。もっとも、実際に刑部省の管轄が及んだのは東京府にとどまり、それ以外での断獄事務は府県の地方官において処理されていた。
刑部省には、職員令の定めにより、裁判実務を処理する判事と解部、捕亡を担当する逮部が置かれ、11月5日には逮部司が置かれた。
他方、職員令制定に先立ち刑法官の下の監察司が廃止され、弾正台が設置されていた。弾正台は、刑法官の職掌のうち「監察糺弾」事務を引き継いで官員の非違行為の糺弾等を職務としており、職員令においても刑部省とは別に置かれた。いずれも刑法官の事務を引き継いだ両者は、監察や捕亡事務等で職掌が抵触することがあり、権限の帰属をめぐって対立と混乱引き起こした。
1871年（明治4年）7月9日の太政官布告により、刑部省と弾正台を廃止・統合して司法省が設置され、同時に出された太政官沙汰により、刑部省と弾正台が所管していた事務一切を全て司法省が引き継いだ。